# Patrick Favre
Patrick Favre (Aosta, 30 de julio de 1972) es un deportista italiano que compitió en biatlón. Ganó tres medallas en el Campeonato Mundial de Biatlón entre los años 1996 y bronce en 1999.

## Palmarés internacional
| Campeonato Mundial | Campeonato Mundial      | Campeonato Mundial | Campeonato Mundial |
| Año                | Lugar                   | Medalla            | Prueba             |
| ------------------ | ----------------------- | ------------------ | ------------------ |
| 1996               | Ruhpolding (Alemania)   | Medalla de bronce  | Equipo             |
| 1997               | Osrblie (Eslovaquia)    | Medalla de bronce  | Relevos            |
| 1999               | Kontiolahti (Finlandia) | Medalla de plata   | Velocidad          |